# It Should Have Been You
Az It Should Have Been You című dal az amerikai Gwen Guthrie 1982-ben megjelent kislemeze az Island kiadónál. A dal a Hip-Hop R&B kislemezlista 27. míg a Billboard Dance listáján a 11. helyig jutott.
A dalt 2000-ben ismét megjelentették egy sorozat darabjaként "Funky Collector Part 1". ahol a dal 6:56 perces változata hallható a 12-es lemez B oldalán.

## Megjelenések
7"  Island Records – 6010 517
- A	It Should Have Been You	3:35
- B	God Don't Like Ugly	3:55

12"  Island Records – 12WIP 6757
- A	It Should Have Been You	4:50
- B	God Don't Like Ugly	5:21

12"   Airplay Records – 158 508-1
- A	–Game Gotta Take Your Love	7:08
- B	–Gwen Guthrie It Should Have Been You	6:56

## Slágerlista
| 1982 | It Should Have Been You | 27 | 11 | 26 |